# Rejon kugarczyński
Rejon kugarczyński (ros. Кугарчинский район) - jeden z 54 rejonów w Baszkirii. Stolicą regionu jest Mrakowo.
100% populacji stanowi ludność wiejska, ponieważ w regionie nie ma żadnego miasta.